# 馬島麻斑鴨
馬島麻斑鴨（學名：Anas bernieri）是馬達加斯加特有的鴨，只分佈在西海岸。
馬島麻斑鴨長40-45厘米，全身呈褐色，有明顯的黑色斑點，尤其在兩側及胸部。牠們的眼狀斑黑色，喙是粉紅灰色及稍向上彎。
馬島麻斑鴨棲息在紅樹林，很少會離開。牠們主要吃無脊椎動物。牠們會在樹孔中築巢。
馬島麻斑鴨受到捕獵及伐林所威脅。

## 保育狀況
牠們被列為《瀕危野生動植物種國際貿易公約》附錄二的物種，被限制出口及貿易。

## 外部連結
- BirdLife Species Factsheet